# 塔什干国立经济大学
塔什干国立经济大学（简称TDIU）是乌兹别克斯坦乃至中亚地区经济学领域最大的高等教育机构之一，它的前身是塔什干经济学院。该大学包括：五个院系、一个硕士部、二十八个学术部门和一个二等学位部。
塔什干国立经济大学目前约有一万名学生，是中亚地区最大的经济学类大学之一，作为乌兹别克斯坦经济教育领域的主要大学，致力于全方位的经济学人才教育。经济大学是乌兹别克斯坦第一所具有国际教育能力的大学，通过与美国、英国和德国的著名大学建立合作关系而备受关注。大学拥有中亚地区最大的大学图书馆。大学设有经济学院、商业学院、职业发展与再培训学院、专业高等商学院、共和经济学院、经济体育馆、各种科学研究所、咨询和培训中心等机构，这些机构确保着学校经济教育的持续发展。学校现有教职工600余人，其中乌兹别克斯坦共和国科学院院士3人，俄罗斯联邦人文科学院院士1人，哈萨克斯坦共和国自然科学院院士1人，院士2人，3人为国际工作与就业学院成员，有50多名科学博士，300名左右哲学博士。

## 大学历史
20世纪初，在中亚地区的乌兹别克斯坦，三所商业大学为贸易和工业公司和银行培训了专家。这所大学的社会学和经济学部开始定期为中亚培养高学历的经济学家。
• 1918年在突厥斯坦国立大学开设高级经济学家培训班。
• 1924年在突厥斯坦大学成立社会经济学院。
• 1925年突厥斯坦大学社会经济学院更名为社会科学学院，成为地方经济和法律学院的前身。
• 1931年通过关于在塔什干建立系统学院的决议，该学院随后与中亚国家贸易与合作学院合并并更名为乌兹别克国民经济学院。
• 1931年8月13日成立中亚财经学院，8月31日更名为塔什干财经学院，此后每年的这一天被视为塔什干国立经济大学成立日进行庆祝。
• 1946年列宁格勒财经学院并入塔什干财经学院，该学院在二战期间撤离至阿拉木图市，并设立两个学院——信用与经济学院、会计与经济学院。
• 1947年经济规划学院成立，为中亚共和国和哈萨克斯坦的工业和农业部门培养专家。
• 1948年夜校成立，开始培养在职经济学家。
• 1955年校外学院成立，后来分为普通经济专业、会计和金融专业。
• 1962年塔什干财经学院更名为塔什干国民经济学院。
• 1967年——开设培训课程，1970年成立培训部门。
• 1968年——成立经济控制论教员组织。由于增加了数学学科的份额，使得教育质量得到了加强。
• 1970年——贸易与经济学院成立。通过增加应用商科学科，扩大和加强了商科专业的教育课程和项目，使大学培养的商业和经济领域专家显著增加。
• 1973年——在校外教师的基础上，在塔什干纺织联合会下成立了一个大学分部，随后又成立了撒马尔罕、卡尔希教育和咨询中心、安集延、浩罕分部，以及普通经济学校外学院的新分部。
• 1981年——从贸易与经济学院分离出来的劳动与供应学院成立。
• 1991年——乌兹别克斯坦共和国总统于1991年6 月19日颁布法令，将塔什干国民经济学院更名为塔什干国立经济大学。
• 1990 年成立国际关系学院；
• 1992 年成立经济、商业、专业发展和人员再培训研究所
• 1995 年成立国际商务学院；
• 1996 年设立硕士学位点；
• 1999年成立国际旅游学院
• 2018 年和USUE开展联合教育项目；
• 2019年和IMC Krems开展联合教育项目；
• 2021年与伦敦大学、伦敦政治经济学院开展双学位教育项目 

## 历任校长
- Khalikov I.U. 1931—1934

- Seyduzov S.S. 1934—1938

- Sirixov K.A 1938—1940

- Popov M.G. 1940—1943

- Vlasenko 1943—1945

- Karakozov E.A. 1945—1947

- Tursunov M.T. 1947—1952

- Koriev M.M. 1952—1974

- Iskandarov I.I. 1974—1976

- Sharifkhojayev M.Sh.1976—1986

- Zoidov M.A. 1986—1988

- Gulyamov S.S. 1988—1998

- Alimov R.Kh. 1998—2004

- Gulyamov S.S. 2004—2006

- Khodiyev B.Y. 2006—2010

- Jumayev N.Kh. 2010—2012

- Vohobov A. 2012—2014

- Usmanov B.B. 2014—2015

- Boltaboev M. 2015—2016

- Khodiyev B.Y. 2016—2019

- Sharipov K. 2019— 至今

## 院系
塔什干国立经济大学目前设有五个学院和一个硕士点。五个学院分别为：经济学院、公司治理学院、会计与审计学院、经济信息系统学院、国际旅游学院。